# Cabra de Mora

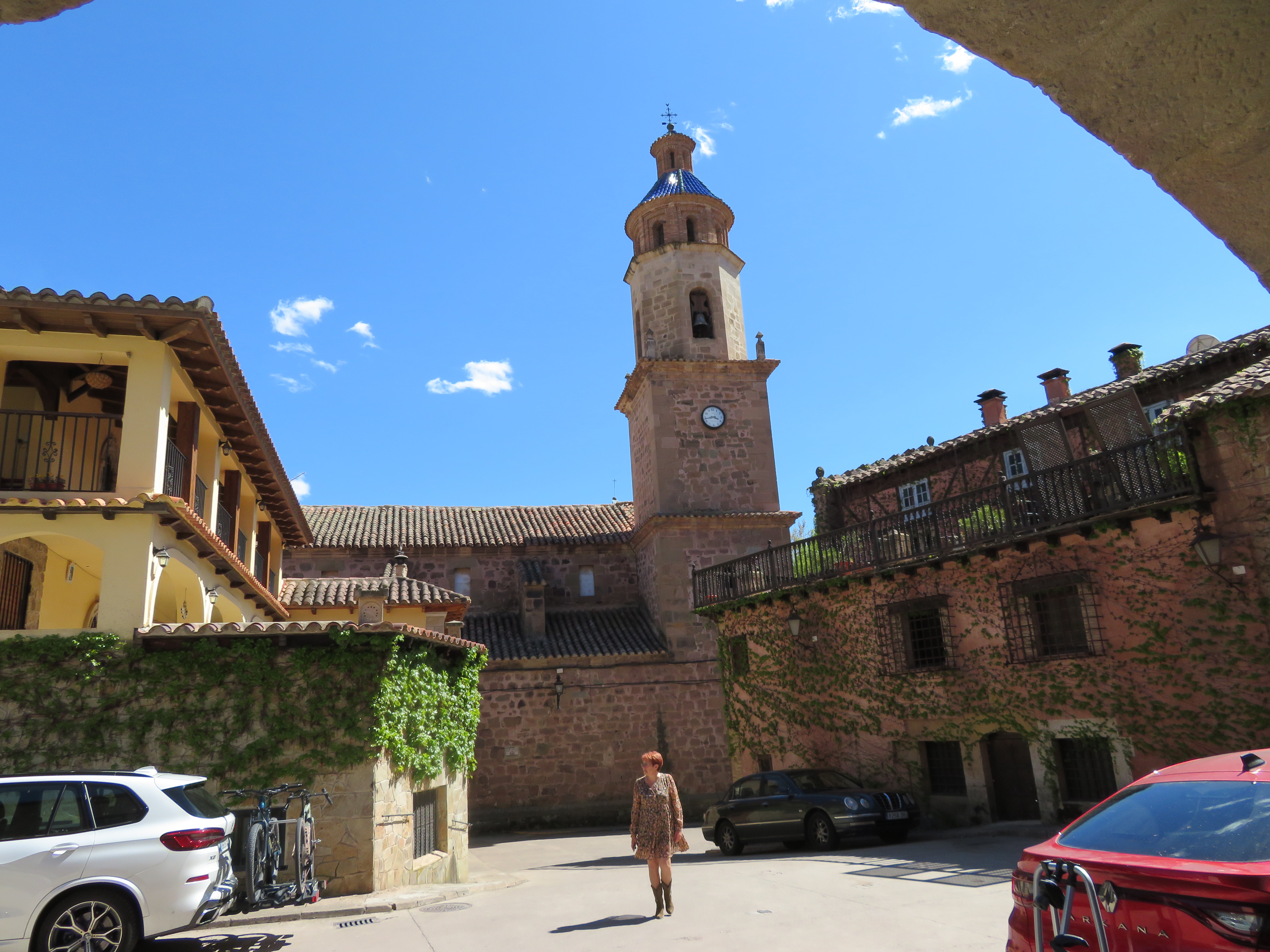
Cabra de Mora (Teruel).

Cabra de Mora é um município da Espanha na província de Teruel, comunidade autónoma de Aragão. Tem 34,27 km² de área e em 2021 tinha 68 habitantes (densidade: 2 hab./km²).

## Demografia
| Variação demográfica do município entre 1991 e 2004 | Variação demográfica do município entre 1991 e 2004 | Variação demográfica do município entre 1991 e 2004 | Variação demográfica do município entre 1991 e 2004 |
| --------------------------------------------------- | --------------------------------------------------- | --------------------------------------------------- | --------------------------------------------------- |
| 1991                                                | 1996                                                | 2001                                                | 2004                                                |
| 102                                                 | 97                                                  | 108                                                 | 119                                                 |